# Franz Marc
Franz Marc, nemški slikar, risar in grafik, * 8. februar 1880, München, Nemško cesarstvo (zdaj Nemčija), † 4. marec 1916, Braquis, Francija.
Velja za enega najpomembnejših ekspresionističnih slikarjev v Nemčiji. Ob Vasiliju Kandinskem je bil soustanovitelj uredniške skupine Der Blaue Reiter, ki je svojo prvo razstavo odprla v Münchnu 18. decembra 1911. Blaue Reiter je nastal iz Novega münchenskega združenja umetnikov, katerega član je bil Marc kratek čas. Pisal je umetnostno-teoretične spise za almanah Der Blaue Reiter in druge publikacije.
Medtem ko so bila Marcova zgodnja dela še v naturalističnem slogu akademizma, se je po obisku Pariza leta 1907 pod vplivom Gauguina in van Gogha posvetil postimpresionizmu. Med letoma 1910 in 1914 je uporabljal slogovne elemente fouvizma, kubizma, futurizma in orfizma, vendar se v svojem delu ni povsem ločil od tematike. V tem času so nastale njegove znane slike, ki vsebujejo predvsem živalske motive, kot so Tiger, Modri konj I, Rumena krava, Stolp modrih konj in Usoda živali. Marcove prve abstraktne slike, kot so Majhna kompozicija I, Bojujoče oblike in Lisice, so nastale v letih 1913 in 1914. Na začetku prve svetovne vojne je bil vpoklican in je dve leti pozneje pri 36 letih padel blizu Verduna.

## Življenjepis
Franz Marc se je rodil 8. februarja 1880 kot drugi sin družine Marc na Schillerstrasse 35 v Münchnu. Njegov oče Wilhelm Marc, ki je sprva končal pravo, preden je študiral slikarstvo na Akademiji za likovno umetnost v Münchnu, je bil krajinski in žanrski slikar. Izhajal je iz bavarske uradniške družine. Njegova mati Sophie, rojena Maurice, je prišla iz Alzacije in je otroštvo preživela v francosko govoreči Švici, kjer je obiskovala strogi kalvinistični internat. Delala je kot učiteljica v družini svojega bodočega moža. Wilhelm in Sophie Marc sta se poročila pozno.
Franz in njegov brat Paul Marc, ki je bil tri leta starejši, sta bila krščena kot katoličana, a vzgojena kot protestanta. Odraščala sta dvojezično. Marc je poletje 1884 prvič preživel v Kochelu am See, kjer je družina bivala skoraj vsako poletje naslednjih nekaj let. Oba brata sta obiskovala Luitpold-Gymnasium v Münchnu, kjer je bil nekaj časa njun sošolec Albert Einstein.
Oče Wilhelm Marc je leta 1895 zapustil katoliško cerkev in se spreobrnil v protestantsko vero. Franz Marc je imel zamisel o študiju klasične filologije ali teologije kot njegov starejši brat Paul - kot je v pismu leta 1897 povedal pastorju Ottu Schlierju, katerega tečaji birme so nanj naredili trajen vtis. Kot 18-letni študent je študiral literaturo in filozofijo, zlasti delo Thomasa Carlyla in Friedricha Nietzscheja. Leta 1899 je Franz Marc maturiral na Luitpold-Gymnasium.

### Vojaška služba in študij
Leta 1899 je Marc zavrnil idejo o duhovni karieri in se vpisal na študij filologije na Univerzi Ludwiga Maximiliansa v Münchnu. Pred začetkom študija je od 1. oktobra istega leta služil vojaški rok kot enoletni prostovoljec pri kraljevi bavarski vojski, 1. polkovni artilerijski polk (z garnizijo v Münchnu in Freisingu). Marc je svojo službo končal 30. septembra 1900 kot izredni vojak. Verjetno ga ni zanimalo nadaljnje napredovanje v čin rezervnega častnika, saj je bil po odsluženem roku oproščen sodelovanja pri potrebnih nadaljnjih vojaških manevrih. Med služenjem vojaškega roka pa se je Marc naučil jahati in odkril ljubezen do konj.
Marc se je odločil prevzeti očetov poklic. Maja 1901 se je vpisal na Umetnostno akademijo v Münchnu. Anatomije se je učil pri Gabrielu von Hacklu in slikanja pri Wilhelmu von Diezu, oba sta poučevala v tradiciji münchenske slikarske šole iz 19. stoletja. Med semestralnimi počitnicami v letih 1901 in 1902 je ostal v Staffelalmu v Jachenauu, ki je bil blizu družinskega počitniškega letovišča v Kochel am Seeju. Leta 1902 je začasno študiral v Dachauer Moosu, severno od Münchna.
Maja 1903 je potoval po Franciji s svojim študentskim prijateljem Friedrichom Lauerjem, ki je imel dovolj sredstev. Iz tega obdobja je ohranjen dnevnik v francoskem jeziku. Najprej sta se za nekaj mesecev ustavila v Parizu, nato sta se konec julija odpravila v Bretanjo in nato v Normandijo. V Parizu je Marc obiskal pariške muzeje, zlasti antične zbirke, kopiral slike v Louvru in risal na ulicah. Preučeval je znamenitosti in kupil japonske lesoreze v Flammarionovi umetniški trgovini, katerih tehnika in kompozicija naj bi ga močno navdušili. Bil je očaran nad gotskimi vitraži v  stolnici v Chartresu. Tam se je seznanil s številnimi lokalnimi umetniki in spoznal, da ga navdihuje Vincent van Gogh. Leta 1910 se je spoprijateljil z Augustom Mackejem, tega leta so bila njegova dela prikazana na drugi razstavi Neue Künstlervereinigung, kroga modernističnih slikarjev na čelu z Vasilijem Kandinskim.
Po vrnitvi v München v začetku septembra istega leta je Marc zapustil umetniško akademijo, razočaran nad akademskimi lekcijami.

### Prvi studio in prva poroka
Leta 1904 se je Marc izselil iz hiše svojih staršev v Pasingu in si uredil studio na Kaulbachstrasse 68 v Schwabingu. V tem času je imel afero s poznavalko umetnosti in starin Annette Simon, rojeno von Eckardt, ki je bila devet let starejša od njega in žena münchenskega profesorja indologije Richarda Simona. Kot slikarka, pisateljica in prepisovalka je imela dobre odnose s trgovino z umetninami in antikvarji. Marcu, ki je trpel zaradi finančnih skrbi, je dala naročila za grafiko in možnost, da nekaj zasluži s prodajo knjig, japonskih lesorezov in drugih starin iz svoje zbirke.
Februarja 1905 je Franz Marc srečal študentko umetnosti Mario Franck na Bauernkirchweihballu, festivalu kostumov v Schwabingu. Ker se je kmalu zatem vrnila v Berlin, sta izgubila stik do decembra 1905. Proti koncu leta oziroma marca 1906 se je Annette Simon von Eckardt ločila od Franza Marca, vendar sta ostala prijatelja za vse življenje.
Da bi se odvrnil od čustvenega stresa, je aprila 1906 z bratom, ki je postal bizantolog in je imel znanstveno nalogo v Grčiji, odpotoval v Solun in na Sveto goro. Po tem študijskem potovanju se je Franz Marc umaknil v Kochel na delo, kjer je ostal do jeseni. Sledili sta mu tako Maria Franck kot druga prijateljica, slikarka Marie Schnür. Vsi trije so stopili v ljubezenski trikotnik, v katerem se je Marc vedno bolj obračal proti Schnürjevi, ki je bila od njega starejša enajst let. Marie Schnür je želela svojega sina, ki se je februarja 1906 rodil v Parizu zunaj zakonske zveze, vzeti iz razmerja z Angelom Jankom (drugi vir kot očeta imenuje Augusta Gallingerja), Franz Marc pa jo je poročil z obljubo, ki jo je imenoval Maria Franck, napovedana novembra 1906.ref name="Baumgartner203f">Beate Ofczarek, Stefan Frey, in: Michael Baumgartner, Cathrin Klingsöhr-Leroy, Katja Schneider (Hrsg.), S. 203 f.</ref>
Franz Marc in Marie Schnür sta se poročila 27. marca 1907 v Münchnu. Še isti dan je sam odpotoval v Pariz, kjer so nanj naredili poseben vtis dela Vincenta van Gogha in Paula Gauguina. Svoje navdušenje nad tamkajšnjo umetnostjo in razstaviščem je strnil v poročilih, ki jih je pošiljal Mariji Franck. Naslednje leto, 8. julija, se je z Marie Schnür ločil. Ker pa je Marca obtožila prešuštva z Mario Franck, v nasprotju s sporazumi Marc sprva ni mogel skleniti drugega zakona po veljavni zakonodaji.

### Prijateljstvo z Augustom Mackejem in Bernhardom Koehlerjem
Leta 1909 je münchenska trgovina z učnimi materiali Wilhelm Plessmann naročila Franzu Marcu oblikovanje tkalskih vzorcev za ročni statve Plessmann. Njegova nekdanja ljubica Annette Simon-von Eckardt je napisala besedilo.
August Macke, ki ga je spoznal v začetku leta 1910, ga je obiskal skupaj s svojim bratrancem, slikarjem Helmuthom Mackejem in Bernhardom Koehlerjem ml. (1882–1964), sinom njegovega bodočega mecena Bernharda Koehlerja starejšega. V njegovem ateljeju na Schellingstrasse 33 v Münchnu sta bili dve Marcevi litografiji, ki sta navdušili Mackeja. Za Marca je bil to prvi stik s podobno mislečim umetnikom. Leta 1912 je bila v Mackejevem studiu v Bonnu ustvarjena stenska slika z naslovom Paradise. Z Mackejem je imel vseživljenjsko prijateljstvo in Marc je z njim vzdrževal živahno dopisovanje o vprašanjih teorije umetnosti.
Koehler Jr. Brakl je očetu poslal nekaj Marcovih slik. Slednji ga je obiskal v ateljeju konec januarja in kupil sliko Mrtev vrabec iz leta 1905, ki je bila na Marcovi mizi in se je umetnik od nje zelo nerad ločil. Bil je temelj Koehlerjeve obsežne Marceve zbirke. Posledično je umetnika, ki je živel s preživetjem, vzdrževal z 200 markami na mesec, v zameno pa je prejemal slike po lastni izbiri, sprva za obdobje enega leta.
Februarja 1910 je imel Franz Marc svojo prvo samostojno razstavo v galeriji Brakl, ki je obsegala 31 slik ter gvaše in litografije. Dva meseca pozneje sta se Marc in Maria Franck preselila v Sindelsdorf v hišo mizarskega mojstra Josefa Niggla, kjer sta živela do leta 1914. Oba sta se odpovedala svojim studiem v Münchnu. Ta hiša ima danes naslov »Franz-Marc-Straße 1«.
Leta 1911 je Marc ponovno zaprosil za odpust zakonske zveze z Mario Franck, zato sta oba v začetku junija odpotovala v London, da bi sklenila zakonsko zvezo po angleškem pravu, vendar po izjavah Marie Marc tega nista mogla storiti. Kljub temu sta se od takrat naprej javno opisovala kot zakonski par.

### Član Združenja novih umetnikov v Münchnu
Decembra 1909 si je Marc večkrat ogledal prvo razstavo Združenja novih umetnikov iz Münchna (N.K.V.M.) v Moderni galeriji Heinrich Thannhauser v Arco-Palais na Theatinerstrasse 7. Druga razstava N.K.V.M. je bila od 1. do 14. septembra 1910, na kateri je skupaj sodelovalo 29 umetnikov. Razstavljena so bila na primer dela Georgesa Braquea, Pabla Picassa in Georgesa Rouaulta. Razstava je bila tako kot tista leta 1909 napadena v tisku in javnosti, nakar je Marc, ki je to razstavo obiskal, napisal pozitivno oceno, ki jo je preko Reinharda Piperja poslal galeristu Thannhauserju.
Franz Marc je srečal Vasilija Kandinskega in Gabriele Münter 1. januarja 1911 v studiu Marianne von Werefkin na Giselastraße 23 in se naslednji dan z njima udeležil koncerta Arnolda Schönberga, ki sta ga spremljala Alexej von Jawlensky in Helmuth Macke. Kmalu zatem je Kandinski pod vtisom Schönbergove nove glasbe naslikal sliko Impression III (Koncert) in napisal pismo njemu neznanemu skladatelju, s katerim je sprožil vsebinsko razpravo, v kateri Kandinski »Teze o razmerju disonanc v umetnosti so bile prevzete in nadaljevane v aktualnem slikarstvu in tudi v glasbenem sestavu Schönberga […].« 4. februarja 1911 je bil Franz Marc imenovan za tretjega predsednika N.K.V.M. imenovan. Marc je predstavil svoje delo in delo svoje prijateljice Marie Franck.
Jeseni 1911 so se napetosti med konservativnimi člani in skupino okoli Kandinskega povečale, zaradi česar je 2. decembra izbruhnil škandal v zvezi s sliko Kandinskega Kompozicija V/Poslednja sodba, ki jo je žirija zavrnila, ker je bila prevelika. Vasilij Kandinski, Gabriele Münter, Franz Marc in Alfred Kubin so istega dne odstopili.

### Član uredništva Blaue Reiter
Po odcepitvi od N.K.V.M. in po ustanovitvi uredniške skupine Der Blaue Reiter, ki sta jo ustanovila Kandinski in Marc, je bila 18. decembra 1911 v galeriji Thannhauser odprta »Prva razstava uredniške ekipe 'Der Blaue Reiter'«. Obenem je potekala tretja razstava preostalih osmih članov N.K.V.M. nadstropje zgoraj. Na prvi razstavi se je predstavilo 14 umetnikov, poleg Marca in Kandinskega še umetniki, kot so brata Burljuk, Heinrich Campendonk, Robert Delaunay, Jean-Bloé Niestlé, Elisabeth Epstein, August Macke, Gabriele Münter, Henri Rousseau in Arnold Schönberg. Franz Marc je bil med drugim zastopan s slikama Jelen v gozdu I in Rumena krava; oboje je vidno na fotografiji Gabriele Münter, ki je razstavo fotografsko dokumentirala.
Razstava je nato gostovala še po drugih mestih, na primer v Kölnu v Gereonsklub in v Berlinu v galerijo Der Sturm Herwartha Waldena. Nadaljnji postanki do leta 1914 so vključevali Bremen, Hagen, Frankfurt, Hamburg, Budimpešto, Oslo, Helsinke, Trondheim in Göteborg. Na potujoči razstavi so bila predstavljena tudi dela Jawlenskega in Werefkina, ki so sedaj prišla tudi iz N.K.V.M. je odšel in se pridružil Der Blaue Reiter.
Druga razstava Der Blaue Reiter je sledila od 12. februarja do 18. marca 1912 pod programskim naslovom »Črno in belo« v münchenski knjižni in umetniški trgovini Hans Goltz na Brienner Straße 8. Prikazala je izključno grafike in risbe, vključno z deli Paula Kleeja in Brücke umetniki. Tu je Franz Marc prvič srečal Paula Kleeja, srečanje, ki je vodilo v tesno prijateljstvo med umetnikoma.
Maja 1912 sta Marc in Kandinski ob finančni podpori Bernharda Koehlerja pri Piper Verlag v Münchnu izdala almanah Der Blaue Reiter z naslovnim lesorezom Kandinskega.
Kasneje je nanj močno vplival futuristično navdahnjeni Robert Delaunay; navdušenje nad futurizmom in kubizmom se je odražalo v njegovih delih, ki so bila vedno bolj ostra in abstraktna.

### Vojni napori in smrt
Takoj po izbruhu prve svetovne vojne so nekdanja enoletna prostovoljca in rezervista Marca in Mackeja vpoklicale redne enote; Marc se je prijavil kot vojak v Landwehr, Macke kot podnarednik v rezervi. Marc je bil avgusta 1914 povišan v narednika in konec marca 1915 v podnarednika. Avgusta 1915 je prejel železni križec 2. stopnje. 13. oktobra 1915 je Marc končno postal poročnik v Landwehru 1. odreda poljske artilerije v rezervni koloni lahkega streliva.
Prejšnje biografije so Marca in Mackeja označevale kot vojna prostovoljca, novejše objave pa so v nasprotju s to trditvijo. Marcove sile so bile konec avgusta premeščene na francosko fronto. Tako kot mnogi umetniki in intelektualci tistega časa sta oba nagnjena k pretiravanju izbruha vojne kot »pozitivnega primera«. Macke, zdaj poročnik v rezervi, je bil ubit konec septembra 1914. Njegova smrt je Marca močno prizadela, vendar sprva ni spremenila njegovega odnosa. V osmrtnici, ki je izšla šele po vojni, je izrazil žalost za prijateljem, a ohranil svojo pripravljenost na žrtve. V njegovih »Pismih s terena« je jasno razvidno, da je videl bolno Evropo, ki jo je bilo treba očistiti z vojno. Sprememba mišljenja je prišla šele pozneje, tako kot pri mnogih drugih ljudeh, kot je Max Beckmann. Oktobra 1915 je Marc napisal pismo Lisbeth Macke, vdovi svojega prijatelja. V njem je vojno opisal kot »najpodlejšo past človeštva, ki smo se ji vdali«.
Prošnja v začetku leta 1916 za 'oprostitev' vojaške službe, ki je bila kasneje zavrnjena, je ostala nesmiselna: 4. marca 1916 je Franz Marc umrl med izvidniško vožnjo severozahodno od Braquisa, svetovne ikone, skoraj 20 km vzhodno od Verduna. Šrapnel ga je zadel v glavo. Naslednje jutro je bil Franz Marc pokopan pod preprostim spominskim kamnom v parku gradu Gussainville blizu Braquisa.

## Slog
Motiv njegovih del so skoraj izključno živali. Marc je v času svojega umetniškega zorenja našel navdih v nemškem gibanju nazaj k naravi, ki se je uprlo sekularizmu in materializmu tiste dobe. Da bi čim bolje razumel in bil sposoben upodabljati svoje subjekte, je opravil univerzitetni kurz anatomije živali in je kasneje anatomijo tudi poučeval druge umetnike. Verjel je, da živali posedujejo prvinsko »božanskost«, ki jo je človek izgubil. V zadnjem obdobju njegovega ustvarjanja so postali njegovi motivi bolj abstraktni in manj anatomsko natančni.
Uporabljal je žive, kontrastne barve, pri čemer se je opiral na lastno teorijo simbolike barv. Kot je opisal v pismu Mackeju, naj bi modra predstavljala strog in spiritualen »moški princip«, rumena pa nežen, lahkoživ in spiritualen »ženski princip«. Njuno nasprotje je rdeča, ki simbolizira težko in surovo materialnost ter jo morata drugi dve barvi nadvladati.
Ob vzponu nacionalsocializma v 1930. letih so nacisti dela iz zadnjega obdobja Marcove ustvarjalnosti opredelili kot »degenerirano umetnost« in odstranili približno 130 njegovih slik iz muzejev. Nekatere od njih so bile kasneje uvrščene v posebno razstavo degenerirane umetnosti.

## Nacistična Nemčija in zaseg tako imenovane "degenerirane" umetnosti
Po prevzemu oblasti so nacionalsocialisti zatrli moderno umetnost; leta 1936 in 1937 so nacisti pokojnega Marca obsodili kot degeneriranega umetnika in ukazali odstraniti približno 130 njegovih del z razstav v nemških muzejih. Veliki modri konji so bili 29. junija 1939 prodani na dražbi zloglasne »degenerirane umetnosti« galerije Theodor Fischer v Luzernu, kupil pa jih je Musée des Beaux-Arts v Liègu. Njegovo sliko Konji v pokrajini so leta 2012 skupaj z več kot tisoč drugimi slikami odkrili v münchenskem stanovanju Corneliusa Gurlitta, čigar oče, Hildebrand Gurlitt, je bil eden od štirih Hitlerjevih uradnih trgovcev z umetninami modernistične umetnosti, ki so jo nacisti imenovali 'degenerirana'. Nacisti so prodajali ali trgovali, da bi zbrali denar za Tretji rajh.
Leta 2017 je družina Kurta Grawija zahtevala vrnitev Marcove slike Lisice (1913) iz düsseldorfske Kunstpalast. Grawi, nemški judovski bankir, ki je bil lastnik slike, preden so nacisti prišli na oblast, je bil aretiran na Kristalno noč in zaprt v koncentracijskem taborišču Sachsenhausen leta 1938, preden mu je leta 1939 uspelo pobegniti v Čile. Slika je šla skozi Galerie Rinderdorf, in William in Charlotte Dieterle, glede na nemško Fundacijo za izgubljeno umetnost. Leta 2021 je nemška svetovalna komisija priporočila mestu Düsseldorf, naj sliko vrne Grawijevim dedičem; to je bilo tudi storjeno in Grawijevi dediči so sliko leta 2022 prodali pri Christie's.

## Zapuščina in časti
Marcova družinska hiša v Münchnu je označena z zgodovinsko ploščo. Muzej Franza Marca, ki je v mestu Kochel am See, je bil odprt leta 1986 in je posvečen umetnikovemu življenju in delu. Hrani veliko njegovih slik in tudi dela drugih sodobnih umetnikov.
Oktobra 1998 je več Marcovih slik doseglo rekordne cene na dražbi umetniške hiše Christie's v Londonu, vključno z Rote Rehe I (Rdeči jelen I), ki je bila prodana za 3,3 milijona dolarjev. Oktobra 1999 je njegov Slap prodal Sotheby's v Londonu za 5,06 milijona dolarjev. Ta cena je rekord za delo Franza Marca in za nemško slikarstvo 20. stoletja. Leta 2008 je bil nekdanji rekord ponovno podrt, ko je bila Marcova Weidende Pferde III (Konji na paši III) pri Sotheby's prodana za 12.340.500 £ (24.376.190 $). Ta rekord je bil leta 2022 ponovno potolčen s prodajo slike Lisice v vrednosti 42,6 milijona funtov.

## Delo
Franz Marc je uporabljal tehnike, kot so oljne barve, gvaši, svinčnik, akvarel in ustvarjal lesoreze. Njegov najljubši motiv so bile živali kot simbol prvinskosti in čistosti, saj utelešajo idejo ustvarjanja in živijo v sožitju z naravo. S temi slikami je izrazil svojo utopijo o rajskem svetu. Uporaba barve v njegovih delih ni samo ekspresivna, temveč tudi simbolična, saj je Marc vzpostavil lastne barvne zakonitosti.
Skupaj 244 oljnih slik je navedenih v katalogu raisonné I, ki ga je izdal Beck. Nadaljevani katalog raisonné II navaja 261 risb in akvarelov, 94 razglednic, 8 slik na steklu, 17 umetno-obrtniških načrtov na papirju in 11 umetno-obrtniških del, 9 vezenin in 15 kiparskih del. Nekaterih del umetnostni strokovnjaki niso mogli pripisati Franzu Marcu.

### Umetniški začetki
Leta 1901 je Marc intenzivno delal, čeprav umaknjeno, v slikarskem razredu umetnika münchenske šole Wilhelma von Dieza, ki je razvil virtuozno zgodovinsko slikarstvo temnih tonov. Medtem ko so dela na papirju iz leta 1897 znana od začetka Marcovega dela, oljne slike izvirajo šele iz leta 1902. Za krajine, ki so nastale poleti 1902 na Staffelam nad Kochel am See in na Dachauerskem barju, je značilen naturalizem. Primer njegovega tradicionalnega slikarstva je slika Koča na Dachauerskem barju iz leta 1902, na kateri – natančno naslikani – prevladujejo temno rjavi in zeleni toni.

### V teku ekspresionizma
Med letoma 1904 in 1907 je Marc iskal svoj slog. V ciklu ilustracij za zbornik z besedili pesnikov, kot so Richard Dehmel, Carmen Sylva in Hans Bethge, se je ukvarjal s secesijo (Jugendstil). Knjigo je v nakladi 110 izvodov pod naslovom Stella Peregrina posthumno leta 1917 izdala založba Franz Hanfstaengl v Münchnu. Annette Simon-von Eckardt je ročno pobarvala 18 faksimilov Marca iz tega obdobja, ki jih je napisal Hermann Bahr.
Leta 1905 se je Marc spoprijateljil z mladim švicarskim slikarjem živali Jean-Bloéjem Niestléjem. To ga je spodbudilo, da je svojo naklonjenost živalim izvajal tako, da jih ni bilo mogoče prikazati kot zoološke reprezentacije; raje naj se umetnik postavi v kožo živali in v sliko ujame njeno bistvo. Srečanje z Niestléjem je dalo Marcu zagon za nadaljnji razvoj slikanja živali kot sredstva umetniškega izražanja. Prvi primer, Mrtev vrabec  (Der tote Spatz), je nastal istega leta.
V osami je poletje 1905 preživel v Staffelamu, kjer je slikal slike v manj barvitem slogu na tradicionalen način s svetlobo in senco. Prek Marie Schnür je prišel v stik z umetniki Scholleja, katerih slikarji so se ukvarjali z različico secesijskega slikarstva na sledi impresionizma. Jeseni se je v Dachauu srečal z Adolfom Hölzelom, soustanoviteljem dachauske umetniške kolonije, ki se je takrat ukvarjala s slikarstvom na prostem, od katere se bo Marc lahko ločil šele decembra 1910.
Franz Marc in Maria Franck sta poletje 1908 intenzivno slikala v Lenggriesu. Vtis, ki ga je nanj naredila van Goghova umetnost, je decembra 1909 okrepila razstava v Kunsthaus Brakl v Münchnu, kjer je pomagal obesiti sedem razstavljenih slik. Ukvarjal se je z van Goghovim formalnim jezikom, rezultat pa je dokumentiran na sliki Mačke na rdečem platnu, ki je nastala med decembrom 1909 in začetkom januarja 1910. Med obiskom Berlina maja 1910 si je ogledal dela fovističnih slikarjev Henrija Matissa in Keesa van Dongena ter nato preučil fovistični slog na sliki Akt z mačko. Njegova ljubica Maria Franck je bila model za sliko.
- Indersdorf, 1904, Mestna galerija v Lenbachhausu, München
- Mrtev vrabec , 1905, zasebna zbirka
- Slon, 1907, Hamburger Kunsthalle
- Mačke na rdečem platnu, 1909/10, zasebna zbirka
- Akt z mačko, 1910, Mestna galerija v Lenbachhausu, München

### Animalizacija umetnosti
Od leta 1910, po preselitvi v Sindelsdorf, se je Marc, za katerega je žival vse bolj postajala metafora za čistost in nedolžnost bitja, osredotočil na podobe živali v podeželski osami. Po naturalističnih začetkih in izkušnjah z impresionizmom, so ga njegove slike in kipi okoli leta 1909 pripeljali nekaj korakov bližje njegovemu cilju »oživljanja umetnosti«. V eseju za knjigo Animalisierung der Kunst, ki jo je izdal Reinhard Piper leta 1910, Marc opisuje:
»Skušam povečati svoj občutek za organski ritem vseh stvari, poskušam se panteistično vživeti v trepetanje in tek krvi v naravi, v drevesih, v živalih, v zraku.«
V tej fazi je Marc skušal doseči »animalizacijo«, poživitev svojih podob z nihanjem in vzporednostjo linij, pri čemer je postalo razvidno notranje, organsko življenje živali v njihovi harmonični povezanosti z okoljem. Motivi za to so že več let ritmično razporejene skupine konj na pašniku, kot so prikazane v njegovih Konjih na paši I, ki so še vedno ohranjene v naturalističnih barvah. Že Jakob Johann von Uexküll je leta 1909 v svoji publikaciji Okolje in notranji svet živali podrobneje obravnaval »notranje življenje« živali, na kar se je morda takrat že seznanil načitani Franz Marc. Za Marca je to vodilo k vprašanju, kako konj, orel, jelen ali pes vidijo svet, kar je privedlo do samokritične klasifikacije njegovih lastnih konvencij – »umestiti živali v pokrajino, ki pripada našemu oči, namesto da bi se poglobili v dušo živali, da bi uganili njen slikovni krog.
Slika Pes leži v snegu, upodobitev Marcovega sibirskega ovčarja Russija, na primer izžareva popolno harmonijo sobivanja živali in narave; odseva enost med naravo okoli njega, počivanjem snega in počivanjem psa na njem – »skupna tišina žive in nežive narave«.

### Barvanje v Marcovem delu
Leta 1910 se je Marc še vedno trudil »izvleči iz poljubnosti barv« in 6. decembra istega leta priznal: »[…] toda za to morate vedeti veliko več o barvah in se ne ubadati z osvetlitvijo tako naključno.« Dva dni kasneje se je spomnil pogovora, v katerem je Marianne von Werefkin razložila Helmuthu Mackeju, da »skoraj vsi Nemci delajo napako, ko jemljejo svetlobo za barvo, medtem ko je barva nekaj povsem drugega in je povezana s svetlobo, tj.  osvetlitev sploh nima nobene veze.« Navdihnjen s to pripombo se je Marc začel ukvarjati s teorijo barv Johanna Wolfganga von Goetheja in Wilhelma von Bezolda ter z barvno simboliko Philippa Otta Rungeja, Adolf Erbslöh mu je priskrbel majhno izdajo Chevreula.

### Začetek abstrakcije
Leta 1911 sta nastali sliki Modri konj I (Mestna galerija v Lenbachhausu, München) in Modri konj II (Umetnostni muzej Bern). V njih Marc spremeni modro iz 'barve videza' v 'bistveno barvo'. V živalski podobi je našel simbol za »poduhovljenje sveta«. Tako kot Modra roža romantike tudi Veliki modri konj izraža iskanje odrešitve iz zemeljske teže in materialnega suženjstva. V nasprotju z modro je Marc svojo predstavo o rumeni kot »ženskem principu, nežnem, veselem, čutnem« uresničil v sliki Rumena krava, prav tako iz leta 1911, ki izraža veselje do življenja. Tiger iz leta 1912 ima kubistično oblikovalsko govorico, ki jo je Marc predstavil na drugi razstavi N.K.V.M. na slikah Pabla Picassa in Georgesa Braquea. Ekspresno ga je preoblikoval.
Slike, nastale do leta 1914, se približujejo »prizmatični« in »kristalni« abstrakciji, ki izhajata iz spoja oblik italijanskega futurizma in orfizma Roberta Delaunayja. Primeri tega so nereprezentativne Male kompozicije, ki so nastale v štirih motivih od konca leta 1913 do začetka leta 1914.
Konjska telesa v delu Stolp modrih konj iz leta 1913, ki ga pogrešamo od leta 1945, delujejo že abstrahirano, sestavljeno iz geometrijskih oblik, krajinsko ozadje pa predstavljajo le abstraktne tvorbe. Njegov abstraktni slikarski slog je še izrazitejši na sliki Usoda živali iz istega leta, kjer se konji, prašiči in volkovi pojavljajo nerazločno med ostrimi, grozečimi oblikami, v središču pa je videti modro-belega jelena, ki se razteza, njegova glava skrajno navzgor. Na zadnji strani slike je Marc zapisal: »In vse bitje je plameneče trpljenje«; V pismu ženi leta 1915 je to besedilo interpretiral kot vojno slutnjo.
Štiri nereprezentativna dela, ustvarjena v Riedu, so iz leta 1914: slike Vesele oblike, Igrajoče se oblike, Borbene oblike in Zlomljene oblike. Ambivalentnost njegovih občutkov se odraža v naslovih. Ena od razlag bojnih oblik primerja rdeče barvno območje na levi z orlom, ki skoči na nedoločeno temno bitje. Bolj konkretna od oblik je Tirolska, kjer je mogoče videti Madono. Zadnja slika je Rehe im Walde II, ki prikazuje tri jelene na gozdni jasi v zelo abstraktni obliki. Žival je zanj izgubila pomen.
- Stolp modrih konj, 1913, izgubljen
- Jelen v gozdu II, 1914, Kunsthalle Karlsruhe
- Mala kompozicija III, 1914, Osthaus Museum Hagen

## Izbrane slike
- (Die gelbe Kuh), Rumena krava (1911),  Solomon R. Guggenheim Museum, New York
- (Fuchs), Lisica (1911), Von der Heydt Museum, Wuppertal
- (Knabe mit Lamm; Der gute Hirte), Deček z jagnjetom; Dobri pastir (1911), Solomon R. Guggenheim Museum, New York
- (Die kleinen blauen Pferde), Mali modri konji (1911), Staatsgalerie Stuttgart
- (Roter Stier), Rdeči bik (1912),  Puškinov muzej Moskva
- (Der Traum), Sanje (1912), Thyssen-Bornemisza Museum, Madrid
- (Das Äffchen), Mala opica (1912), Lenbachhaus, Műnchen
- (Die Füchse), Lisice (1913), privatna zbirka
- (Der Tiger), Tiger (1912), Lenbachhaus, Műnchen
- (Der Turm der blauen Pferde),
Stolp modrih konj (1913),
pogrešana od 1945
- (Tierschicksale), Usoda živali (1913), Kunstmuseum Basel, Basel
- (Träumendes Pferd), Sanjajoči konj (1913), Solomon R. Guggenheim Museum, New York
- (Rehe im Walde I), Jelen v gozdu I (1913), The Phillips Collection
- (Rehe im Walde (II)), Jelen v gozdu II (1914)